# Un Noël sans fin
Pour plus de détails, voir Fiche technique et Distribution.
Un Noël sans fin est un téléfilm français réalisé par Philippe Dajoux d'après un scénario de Rémi Faure et Charlotte Robb.
Cette comédie familiale en deux parties de 45 minutes est une coproduction de 3e œil story et TF1,,.

## Fiche technique
Sauf indication contraire, les informations mentionnées dans cette section peuvent être confirmées par la base de données cinématographiques Allociné,  présente dans la section « Liens externes ».
- Titre français : Un Noël sans fin
- Réalisation : Philippe Dajoux[1],[4],[2],[3]
- Scénario : Rémi Faure et Charlotte Robb[2]
- Photographie : Quentin de Lamarzelle[3]
- Production : Sébastien Charbit[2],[3]
- Sociétés de production : 3e Œil story et TF1[1],[2]
- Pays de production :  France
- Langue originale : français
- Format : couleur
- Genre : Comédie familiale
- Durée : 2 × 45 minutes[2]
- Dates de première diffusion :

## Distribution
- François-Xavier Demaison : Ludo
- Caroline Anglade :
- Emmy Plee :
- Zéli Marbot :
- Noé Chabbat :
- Diane Dassigny :
- Clair Jaz :
- Vincent Desagnat :

## Production

### Genèse et développement
La réalisation de ce téléfilm en deux parties, présenté comme une comédie familiale inspirée par Un jour sans fin et Maman, j'ai raté l'avion !, est assurée par Philippe Dajoux,.
Le scénario est de la main de Rémi Faure et Charlotte Robb et la production est assurée par 3e Œil story et TF1.

### Tournage
Le tournage se déroule à partir du 22 janvier 2025 en région parisienne,,.